# Dolmen des Pierres Folles
Pour les articles homonymes, voir Pierre Folle.
Le dolmen des Pierres Folles, appelé aussi dolmen de l'Epinaise, est un  dolmen situé à Bouges-le-Château dans le département français de l'Indre.

## Historique
Le dolmen était considéré comme détruit mais il a été redécouvert lors d'un défrichement en 1970.

## Description
Le dolmen est ruiné. La table de couverture mesure 2,50 m de côté pour 0,50 à 0,70 m d'épaisseur. Deux orthostates, une grande dalle (3 m de long sur 1,20 m de hauteur) qui pourrait correspondre à l'ancienne dalle de chevet côté nord-ouest, une seconde dalle  (1,30 m de long sur 1,10 m de hauteur)  de forme triangulaire et divers blocs épars sont encore visibles. À l'origine, la chambre du dolmen devait ouvrir au sud-est.